# Adiantopsis occulta
Adiantopsis occulta är en kantbräkenväxtart som beskrevs av Sehnem. Adiantopsis occulta ingår i släktet Adiantopsis och familjen Pteridaceae. Inga underarter finns listade.